# Lustspel (spelmanslag)
Lustspel är Lunds studenters spelmanslag.
Studentspelmanslaget startades 2003 i Lund av Ella-Kari Hellström. Laget var vinnare av Studentspelmanslags-VM 2006.